# Myotis nipalensis
Myotis nipalensis е вид бозайник от семейство Гладконоси прилепи (Vespertilionidae).

## Разпространение
Видът е разпространен в Азербайджан, Армения, Афганистан, Грузия, Индия, Иран, Казахстан, Киргизстан, Китай, Непал, Таджикистан, Туркменистан, Турция и Узбекистан.